# La Dame de Monsoreau (1913)
La Dame de Monsoreau is een Franse dramafilm uit 1913 onder regie van Maurice Tourneur. Het scenario is gebaseerd op de gelijknamige roman uit 1846 van de Franse auteur Alexandre Dumas.

## Verhaal
De heer van Monsoreau misleidt een mooie, adellijke vrouw door met haar te trouwen en daarna op te sluiten in zijn huis. Wanneer ze kennismaakt met de graaf de Bussy, worden ze meteen verliefd op elkaar. Haar jaloerse echtgenoot laat haar minnaar ombrengen door huurmoordenaars.

## Rolverdeling
| Acteur             | Personage |
| ------------------ | --------- |
| Maurice de Féraudy |           |
| Charles Krauss     |           |
| Fernande Petit     |           |
| Polaire            |           |
| Henry Roussel      |           |